# Castell de Malmaison
El Castell de Malmaison és una casa de camp (o château en el sentit en francès) que es troba a la localitat de Rueil-Malmaison a uns 12 km de París.
Havia estat la residència de Joséphine de Beauharnais i, amb el Palau de les Teuleries, va ser de 1800 a 1802 el quarter general del govern francès.

## Història
Joséphine de Beauharnais comprà aquesta casa l'abril de 1797 (per 300.000 francs) per a ella i l'aleshores el seu marit, el General Napoleó Bonaparte qui aleshores combatia en la Campanya d'Egipte. Malmaison era una finca en runes amb 61 hectàrees de boscos i prats.

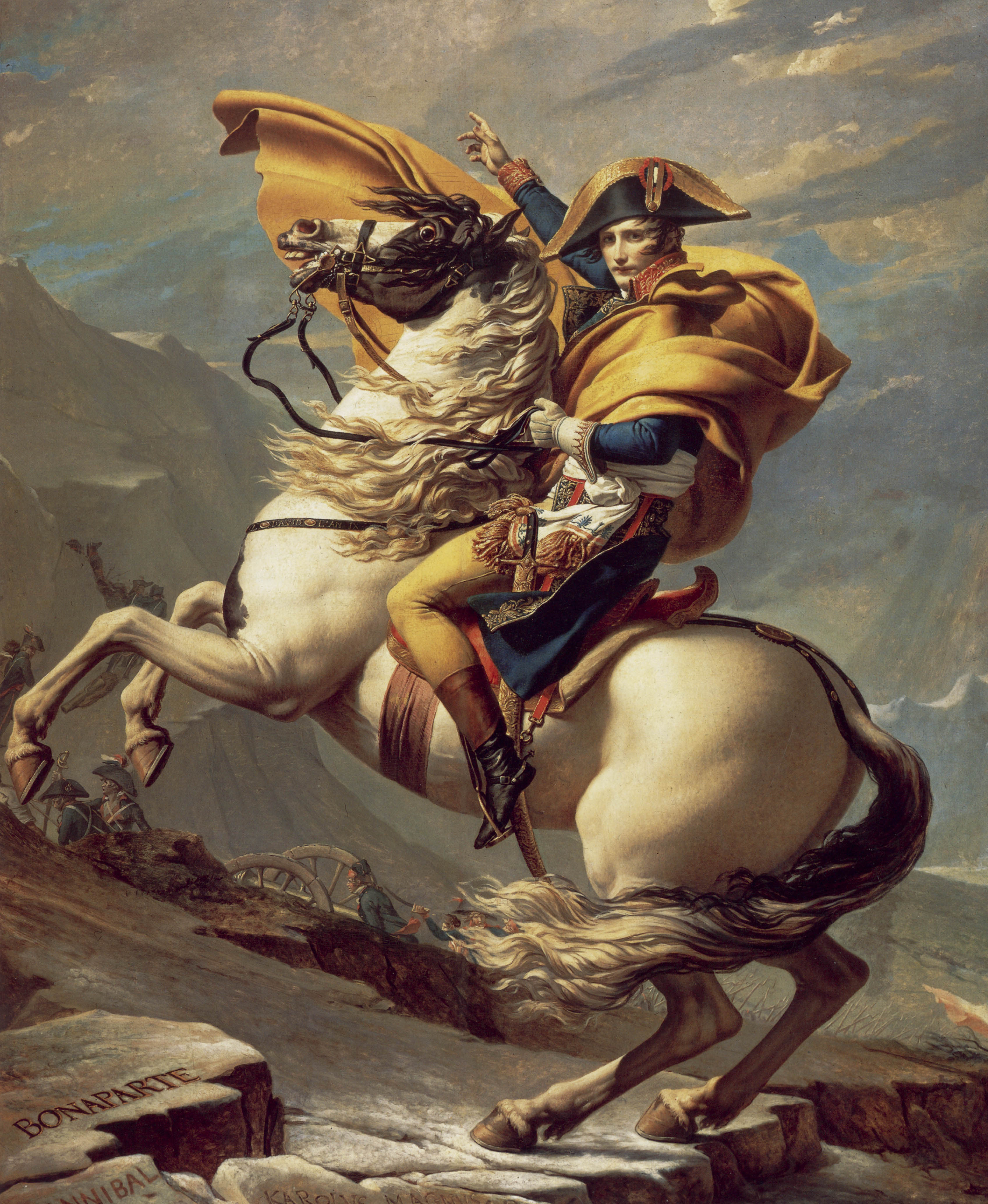
Napoleó travessant els Alps, de Jacques-Louis David de la col·lecció Malmaison.

La casa necessità grans i costoses reparacions i Josépine va voler transformar-la en el "més bell i curiós jardí d'Europa". Ella cercà activament flora i fauna de tot el món per omplir-la.
El 1800, Joséphine construí un gran hivernacle amb calefacció (orangerie) suficient per a 300 plantes de pinya americana (Joséphine era originària de l'illa tropical de Martinica) i cinc anys més tard va ordenar fer un altre hivernacle. De 1803 fins a la seva mort el 1814, Josephine cultivà prop de 200 noves plantes a França per primera vegada.
També tenia un roserar que van ser pintades per l'artista belga Pierre-Joseph Redouté (1759 – 1840) i després impreses amb molt èxit, fins i tot actualment.
Aimé Bonpland es va encarregar d'aquest jardí.
Entre els animals i havia cangurs, emús, cignes negres, zebres, ovelles, gaseles, estruços, foques, i llames entre d'altres. Alguns provenien de l'expedició de Baudin a Austràlia.
Després del divorci de Napoléon, Joséphine rebé Malmaison junt amb una pensió de 5 milions de francs anuals i ella hii romangué fins a la seva mort el 1814. Napoleó hi tornà i hi residí el 1815 després de la seva desfeta a la batalla de Waterloo abans del seu exili a Santa Helena.
El 1842 la Malmaison va ser comprada per Maria Cristina, vídua del rei Ferran VII d'Espanya; i visqué amb el seu segon espòs Agustín Fernando Muñoz y Sánchez, Duc de Riánsares. El 1861 Maria Christina la vengué a Napoleó III.
La Malmaison ha estat restaurada per Pierre Humbert al principi del segle xx. Actualment es considera un important monument històric.

## Actualment
Està oberta al públic i és un musée national napoleònic.